# Meservey (Iowa)
Meservey – miasto w Stanach Zjednoczonych, w stanie Iowa, w hrabstwie Cerro Gordo. W 2000 roku liczyło 252 mieszkańców.